# Попиванов, Радой Петров
Радой Петров Попиванов (9 августа 1913, Плевен, Болгария — 26 апреля 2010, София, Болгария) — болгарский биолог, врач, генетик и политический деятель, академик, ученик М. А. Попова.

## Биография
Родился 9 августа 1913 года в Плевене. В 1934 году поступил на медицинский факультет СофГУ, который он окончил в 1939 году. С 1942 по 1946 и с 1948 по 1953 гг., работал в Медицинской академии Софии. В 1954 году устроился на работу в Высший медицинский институт, где тут же был избран профессором, а с 1957 по 1959 год заведовал кафедрой общей биологии. Основал и впоследствии возглавил Медико-биологический институт при Академии медицинских наук НРБ. В 1977 году избран на пост Министра здравоохранения НРБ, также являлся членом политической партии Болгарский земледельческий народный союз.
Скончался 26 апреля 2010 года в Софии.

## Научные работы
Основные научные работы посвящены медицинской биологии и генетике. Автор свыше 200 научных работ.
- Возглавлял исследования по иммуногенетике репродукции человека.
- Идентифицировал видовые, органоспецифические и другие антигены сперматозоидов человека.
- Исследовал клеточно-тканевые факторы иммунитета, серологию групп крови, в частности резус-фактор.

## Членство в обществах
- Основатель (1967-?) и советник (1975-?) Международного координационного комитета по иммунологии репродукции.
- Член Болгарской АН (1974-2010).